# Polizeiruf 110: Eine Maria aus Stettin
Eine Maria aus Stettin ist ein deutscher Kriminalfilm von Stephan Wagner aus dem Jahr 2008. Der Fernsehfilm erschien als 297. Folge der Filmreihe Polizeiruf 110. Der Kommissar Hinrichs ermittelt in seinem 29. Fall. Für seinen Kollegen Tellheim ist es der 5. Fall.
Die beiden Kommissare ermitteln im Rotlichtmilieu und stellen eine Verbindung zu vorherigen Morden her.

## Handlung
Jens Hinrichs findet eine schwer verletzte polnische Prostituierte im Gebüsch. Maria kommt dabei fast ums Leben, doch trotz ihrer drei Messerstiche im Rücken, verschwindet sie noch am selben Tag aus der Klinik. Der Arzt hält es für möglich, dass sich das Mädchen illegal in Deutschland aufhält und nicht versichert ist. Er hat auch Hinweise gefunden auf eine frische Entbindung. Obwohl hier kein direktes Tötungsdelikt vorliegt, ermitteln Tellheim und Hinrichs. Denn dieser Vorfall passt zu zwei zurückliegenden Fällen, bei denen junge Prostituierte aus Polen getötet wurden, die gerade ein Kind zur Welt gebracht hatten.
Alles deutet auf einen illegalen Kinderhandel, doch Tellheim muss allein ermitteln, weil sich Hinrichs nach einem Freizeitunfall längere Zeit im Krankenhaus aufhalten muss. Die erste Spur führt nach Stettin. Die dortige Kriminalpolizei hatte die beiden Mordfälle übernommen und schon bald als unerledigt zu den Akten gelegt. Tellheim kontaktiert die polnischen Beamten und arbeitet daraufhin mit Kommissar Andrzej Kaminiski zusammen, der ihn nach Deutschland begleitet.
Maria ist derweil wild entschlossen ihr Kind zurückzuholen. Es gelingt ihr die Adoptivfamilie ausfindig zu machen und beginnt dort als Kindermädchen zu arbeiten. Schon am ersten Abend nutzt sie die Gelegenheit mit ihrem Kind zu verschwinden. Die Wendlands bringen die Entführung zur Anzeige, da sie sich keiner Schuld bewusst sind und ihnen das Kind angeblich offiziell von den polnischen Behörden zugeteilt wurde. Damit hat Tellheim einen Grund mehr nach Maria zu suchen, da sie der Schlüssel zu den Hintermännern der Kinderhändler ist. Da die beiden vorigen Opfer in einem Bordell gearbeitet hatten, versuchen Tellheim und Kaminiski sie dort ausfindig zu machen. Da der dortige Zuhälter, Gregor Karolewski, gerade inhaftiert ist, halten sich die Kommissare an dessen Handlanger Kai Mertens. Dieser ist so naiv, dass er schon bei der ersten Vernehmung den Anschlag auf Maria zugibt. Karolewski hätte ihn damit beauftragt, weil Maria drohte unbequem zu werden. Die beiden anderen Prostituierten hätte Karolewski selber „platt gemacht“.
Während Tellheim dabei ist weitere Beweise für Karolewskis Machenschaften zu suchen, bemerkt Maria, dass ihr Zuhälter, der vor kurzem aus dem Gefängnis entlassen wurde, sie nicht liebt, obwohl sie sein Kind zur Welt gebracht hatte. Vor Wut schlägt sie auf ihn ein und verletzt ihn so schwer, dass er bleibende Schäden zurückbehalten wird. Gregor Karolewski wird daraufhin in ein Gefängniskrankenhaus gebracht. Maria hat sich mit dem Kind nach Polen abgesetzt und ist untergetaucht.

## Hintergrund
Eine Maria aus Stettin wurde am 21. September 2008 im Ersten zur Hauptsendezeit erstmals ausgestrahlt.
Aus zeitlichen Gründen, spielt die Rolle des Hinrichs fast ausschließlich im Krankenhaus. Der Grund dafür waren terminliche Überschneidungen mit Plötzlich Millionär, an dem Steimle mitarbeitete.

## Kritik
Rainer Tittelbach von tittelbach.tv schreibt anerkennend: „Der fünfte Fall von Uwe Steimle und Felix Eitner ist ein starker Ausreißer aus der Ermittler-Routine.“ Ein Polizeiruf 110, der „mit viel Ironie aufwartet, die in Sarkasmus umschlägt“. „Der Zuschauer hat […] zunehmend weniger Grund zum Schmunzeln. ‚Wir starten relativ konventionell und nähern uns dann den Themen Mord, Menschenraub, Zwangsadoption und Prostitution‘, beschreibt Wagner die Dramaturgie. ‚Dem Zuschauer wird erst später bewusst, dass er das Leid der Figuren in einer ironischen Art und Weise belächelt hat.‘“
Die Kritiker der Fernsehzeitschrift TV Spielfilm vergaben die bestmögliche Wertung (Daumen nach oben) und meinen, die „Milieustudie mit Ecken und Kanten“ sei „recht eigenwillig erzählt.“